# Közlés
A közlés mint néprajzkutatási szakkifejezés a nép történeti vagy természeti szemléletéről, világnézetéről, főként hitvilágáról, a népélet egyéb tényeiről hírt adó kijelentő formula. A néphitre vonatkozó közlés megegyezhet egy adott hiedelemmel is.
Adott közösségben gyakran megtalálható a fabulat formáló monda kivonataként, mely egy-egy monda kialakulásának első foka vagy esetleg utolsó fázisa lehet. Másfajta közlés nem juthat el az epikus költői megfogalmazásig.
A tágabb értelemben vett közlés a népélet bármely területére vonatkozhat.
A kifejezés német megfelelője az Aussage, C. W. von Sydownál a dite (a latin dictum-ból). Von Sydow két főcsoportot különböztetett meg, az állító közlést és a parancsot, tanácsot adó, tilalmat közlőt.